# Margaret (cantante)
Margaret, pseudonimo di Małgorzata Jamroży (Stargard Szczeciński, 30 giugno 1991), è una cantante polacca.

## Biografia
Nel 2013 entra nel mondo della musica con il singolo di debutto Thank You Very Much. Il singolo ha raggiunto la 2ª posizione della Classifica Airplay polacca – Novità. In Germania ha raggiunto l'41ª posizione della Top 100 Singles di Media Control Charts, ha raggiunto la 38ª posizione della Ö3 Austria Top 40 e ha raggiunto la 22ª posizione della Top Singoli.
Il 30 luglio 2013 è stato pubblicato il suo primo EP, All I Need. Ha raggiunto anch'esso la 50ª posizione nella ufficiale classifica polacca – OLiS. Nel mese di dicembre, ha tenuto un tour promozionale in Italia.
Nel gennaio 2014, ha pubblicato il suo singolo Wasted. Il singolo ha raggiunto la 6ª posizione della Classifica Airplay polacca.
In estate, viene annunciato che l'inno del Campionato mondiale maschile di pallavolo 2014 è Start a Fire di Margaret.
Il 26 agosto 2014 viene pubblicato il suo primo album in studio, Add the Blonde. L'album ha raggiunto la 8ª posizione della Classifica OLiS polacca ed è stato certificato disco di platino.

## Discografia

### Album in studio
| Anno | Titolo | Posizione massima | Certificazione |
| Anno | Titolo | POL               | Certificazione |
| ---- | --- | ----------------- | -------------- |
| 2014 | Add the Blonde - Pubblicato: 26 agosto 2014 - Etichetta: Universal, Magic Records - Formato: CD, download digitale                      | 8                 | - POL: Platino |
| 2015 | Just the Two of Us (con Matt Dusk) - Pubblicato: 6 novembre 2015 - Etichetta: Universal, Magic Records - Formato: CD, download digitale | 28                | - POL: Platino |
| 2017 | Monkey Business - Pubblicato: 2 giugno 2017 - Etichetta: Universal, Magic Records - Formato: CD, download digitale                      | 8                 |                |
| 2019 | Gaja Hornby - Pubblicato: 17 maggio 2019 - Etichetta: Artistars, Powerhouse - Formato:                                                  |                   |                |
| 2021 | Maggie Vision - Pubblicato: 11 febbraio 2021 - Etichetta: Gaja Hornby, Sony - Formato:                                                  |                   |                |
| 2024 | Siniaki i cekiny |                   |                |

### EP
| Anno | Titolo | Posizione massima |
| Anno | Titolo | POL               |
| ---- | --- | ----------------- |
| 2013 | All I Need - Pubblicato: 30 luglio 2013 - Etichetta: Universal, Magic Records - Formato: CD, download digitale | 50                |

### Singoli
| Anno                                                                            | Titolo                             | Posizione massima | Posizione massima | Posizione massima | Posizione massima | Posizione massima | Posizione massima | Provenienza        |
| Anno                                                                            | Titolo                             | POL               | POL Novità        | AUT               | GER               | ITA               | SWE               | Provenienza        |
| ------------------------------------------------------------------------------- | ---------------------------------- | ----------------- | ----------------- | ----------------- | ----------------- | ----------------- | ----------------- | ------------------ |
| 2013                                                                            | Thank You Very Much                | —                 | 2                 | 38                | 41                | 22                | —                 | All I Need         |
| 2013                                                                            | Tell Me How Are Ya                 | —                 | —                 | —                 | —                 | —                 | —                 | All I Need         |
| 2014                                                                            | Wasted                             | 6                 | 1                 | —                 | —                 | —                 | —                 | Add the Blonde     |
| 2014                                                                            | Start a Fire                       | 10                | 1                 | —                 | —                 | —                 | —                 | Add the Blonde     |
| 2015                                                                            | Heartbeat                          | 11                | 2                 | —                 | —                 | —                 | —                 | Add the Blonde     |
| 2015                                                                            | Just the Two of Us (con Matt Dusk) | —                 | —                 | —                 | —                 | —                 | —                 | Just the Two of Us |
| 2015                                                                            | 'Deed I Do (con Matt Dusk)         | —                 | —                 | —                 | —                 | —                 | —                 | Just the Two of Us |
| 2016                                                                            | Cool Me Down                       | 4                 | 1                 | —                 | —                 | —                 | 36                | Add the Blonde     |
| 2016                                                                            | Elephant                           | 21                | 1                 | —                 | —                 | —                 | —                 | Add the Blonde     |
| 2017                                                                            | Blue Vibes                         | —                 | —                 | —                 | —                 | —                 | —                 | Monkey Business    |
| 2017                                                                            | What You Do                        | 14                | 1                 | —                 | —                 | —                 | —                 | Monkey Business    |
| 2017                                                                            | Monkey Business                    | —                 | —                 | —                 | —                 | —                 | —                 | Monkey Business    |
| 2017                                                                            | Byle jak                           | 10                | 2                 | —                 | —                 | —                 | —                 | Monkey Business    |
| 2018                                                                            | In My Cabana                       | 6                 | 2                 | —                 | —                 | —                 | 8                 | —                  |
| Il simbolo "—" indica che il singolo non è entrato in classifica in quel Paese. |                                    |                   |                   |                   |                   |                   |                   |                    |